# Las Vegas 500K 1997
Las Vegas 500K 1997 var ett race som var den tionde och avslutande deltävlingen i Indy Racing League 1996/1997. Tony Stewart säkrade sin första stora titel i karriären, efter att ha slutat på elfte plats. Eliseo Salazar vann tävlingen, med Scott Goodyear på andra plats.

## Slutresultat
| Plats | Förare           | Team                   | Grid |
| ----- | ---------------- | ---------------------- | ---- |
| 1     | Eliseo Salazar   | Team Scandia           | 5    |
| 2     | Scott Goodyear   | Treadway Racing        | 8    |
| 3     | Robbie Buhl      | Team Menard            | 4    |
| 4     | Jim Guthrie      | Blueprint Racing       | 19   |
| 5     | Mark Dismore     | PDM Racing             | 9    |
| 6     | Jimmy Kite       | Team Scandia           | 7    |
| 7     | Davey Hamilton   | A.J. Foyt Enterprises  | 2    |
| 8     | Stan Wattles     | Metro Racing           | 25   |
| 9     | Stéphan Grégoire | Chastain Motorsports   | 16   |
| 10    | Marco Greco      | Galles Racing          | 10   |
| 11    | Tony Stewart     | Team Menard            | 3    |
| 12    | John Paul Jr.    | PDM Racing             | 24   |
| 13    | Billy Roe        | Roe Racing             | 26   |
| 14    | Roberto Guerrero | Pagan Racing           | 18   |
| 15    | Affonso Giaffone | Chitwood Motorsports   | 17   |
| 16    | Mike Shank       | Nienhouse Motorsports  | 28   |
| 17    | Jeff Ward        | SRS/ISM Racing         | 12   |
| 18    | Robbie Groff     | McCormack Motorsports  | 27   |
| 19    | Johnny Unser     | Hemelgarn Racing       | 30   |
| 20    | Kenny Bräck      | Galles Racing          | 13   |
| 21    | Eddie Cheever    | Cheever Racing         | 29   |
| 22    | Vincenzo Sospiri | Team Scandia           | 15   |
| 23    | Billy Boat       | A.J. Foyt Enterprises  | 1    |
| 24    | Tyce Carlson     | IZ Racing/Zali Racing  | 23   |
| 25    | Arie Luyendyk    | Treadway Racing        | 6    |
| 26    | Paul Durant      | Byrd-Cunningham Racing | 31   |
| 27    | Sam Schmidt      | LP Racing              | 22   |
| 28    | Buzz Calkins     | Bradley Motorsports    | 21   |
| 29    | Jack Miller      | Arizona Motorsports    | 17   |
| 30    | Greg Ray         | Knapp Motorsports      | 20   |
| 31    | Buddy Lazier     | Hemelgarn Racing       | 14   |